# Jelena Panowa
Jelena Wiktorowna Panowa, ros. Елéна Ви́кторовна Панóва (ur. 9 czerwca 1977 w Archangielsku) – rosyjska aktorka teatralna i filmowa.
Jest aktorką Moskiewskiego Akademickiego Teatru Artystycznego w Moskwie. W 2001 roku została odznaczona Nagrodą Państwową Federacji Rosyjskiej.
Karierę aktorską rozpoczęła w 1997 roku w filmie Opowieść wigilijna. W 1999 roku zagrała rolę Iriny w filmie Beresina, czyli ostatnie dni w Szwajcarii Daniela Schmida. Wystąpiła również w innych filmach jak Shadowboxing – Walka z cieniem, Mroczny świat i wielu innych.

## Filmografia
- 2010: Mroczny świat jako Chelwi
- 2007: Shadowboxing – Walka z cieniem. Rewanż jako Wika
- 2005: Shadowboxing – Walka z cieniem jako Wika
- 1999: Mama jako młoda Polina Jurjewa
- 1999: Beresina, czyli ostatnie dni w Szwajcarii jako Irina
- 1997: Opowieść wigilijna

i inne